# Parathalestris pacificus
Parathalestris pacificus är en kräftdjursart. Parathalestris pacificus ingår i släktet Parathalestris och familjen Thalestridae. Inga underarter finns listade i Catalogue of Life.